# Chiesa di Sant'Isidoro (Giarre)
La chiesa di Sant'Isidoro è la chiesa madre di Giarre. Edificio neoclassico, con facciata interamente in pietra bianca di Comiso, sorge in piazza del Duomo lungo la via Callipoli, principale asse viario della cittadina jonica.

## Storia

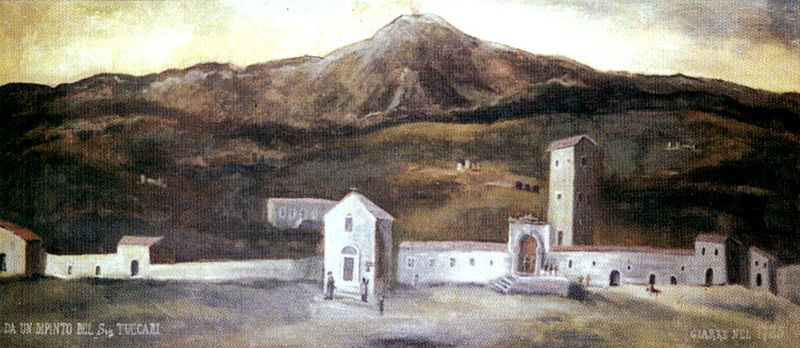
L'abitato di Giarre nel 1725: anonima e parziale riproduzione di una tela settecentesca (oggi scomparsa) a soggetto sacro, opera del pittore Giovanni Tuccari. In primo piano la chiesa di Sant'Agata.

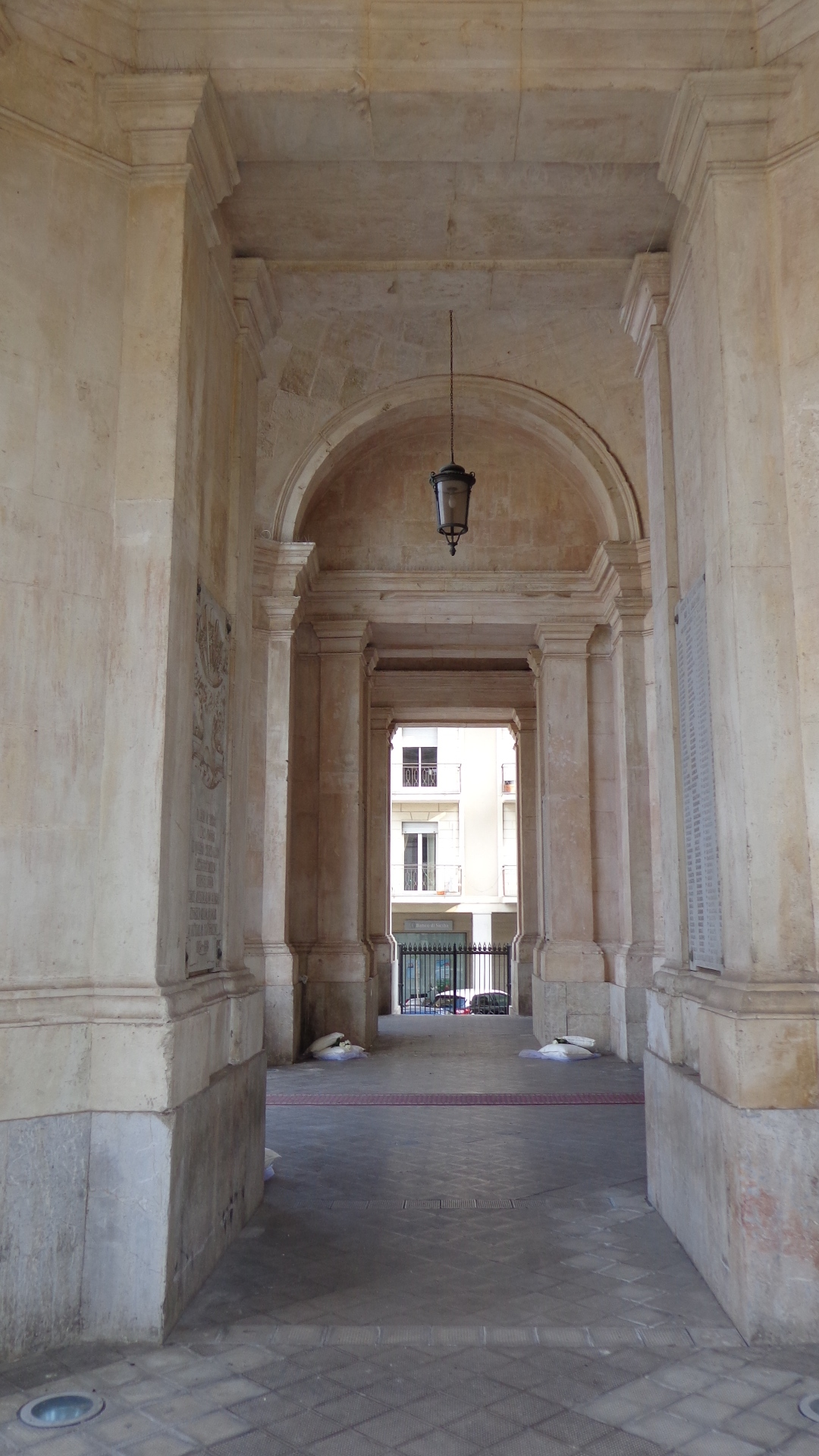
Pronao.

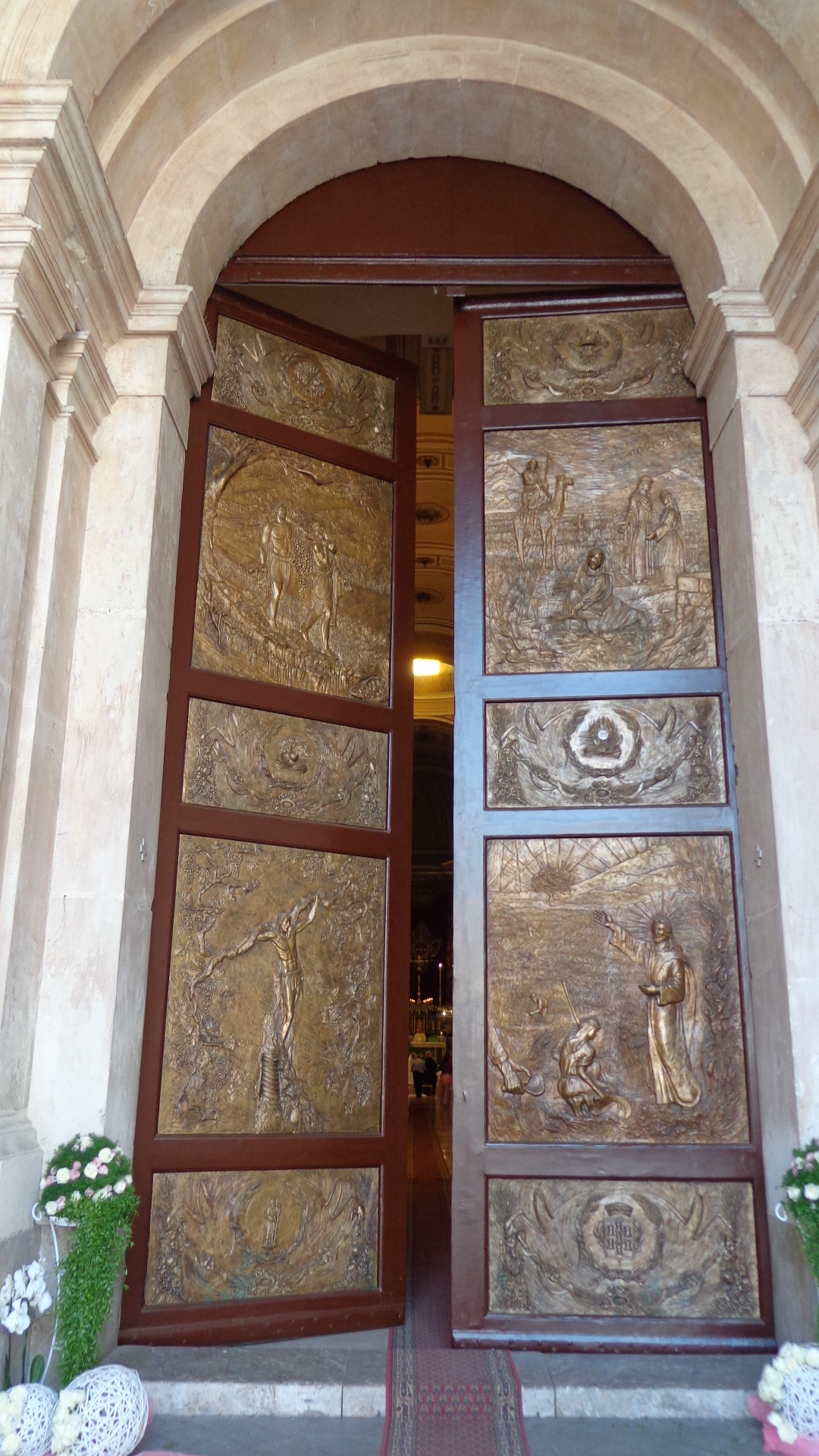
Portone bronzeo centrale.

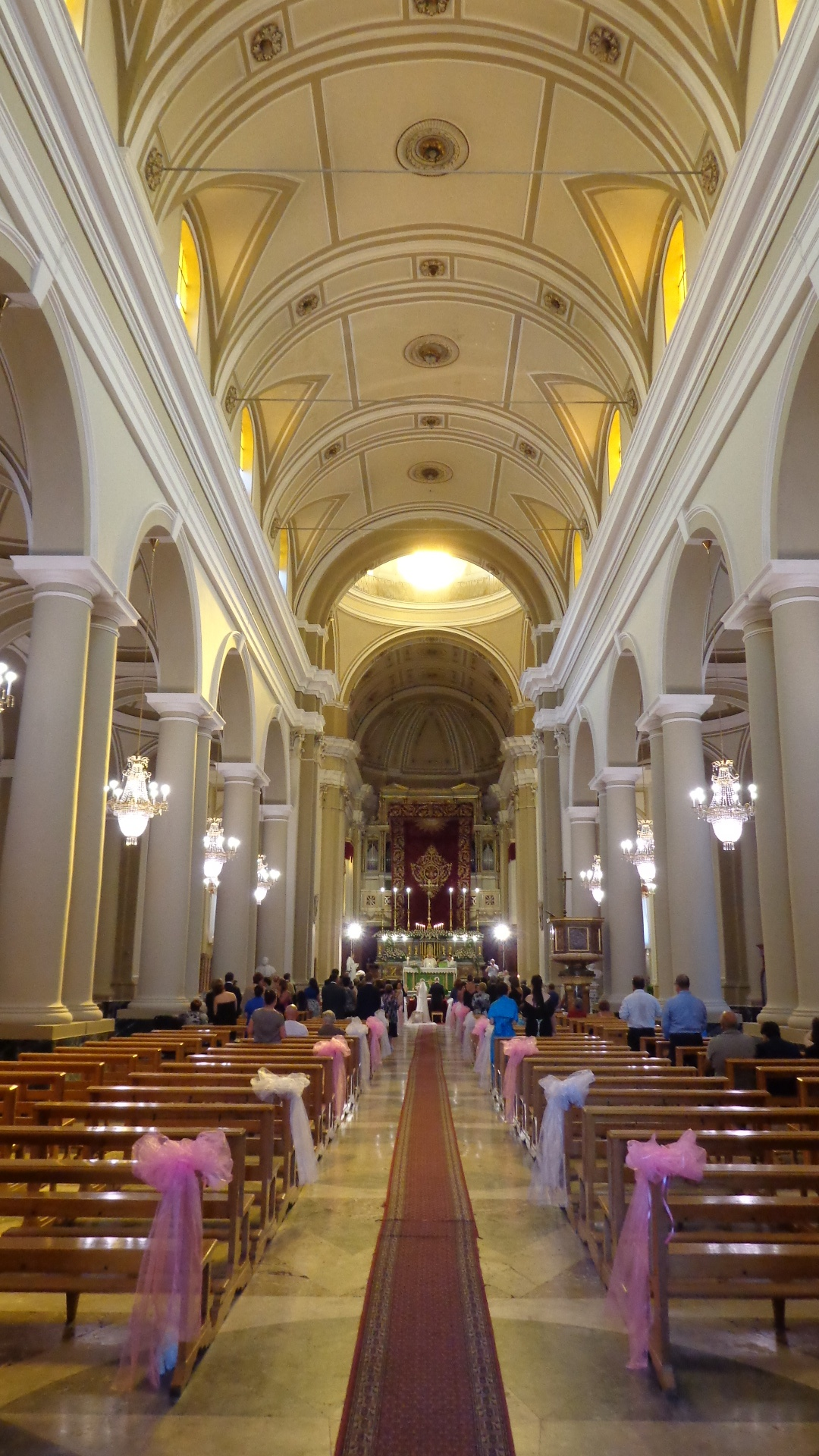
Navata centrale.

La costruzione della chiesa madre di Giarre ebbe inizio nell'anno 1794: il sagrato corrisponde al luogo in cui, sin dalla seconda metà del XVII secolo esisteva una piccola chiesa dedicata a Sant'Agata e a Sant'Isidoro. 
L'incremento demografico registratosi a Giarre a partire dal XVIII secolo dettò la necessità di un nuovo tempio di ben maggiori dimensioni. Fu così che il sacerdote Domenico La Spina, prevosto dell'oratorio dei Padri Filippini, nonché vicario foraneo, diede l'avvio alla sua costruzione. Pur essendo ancora nettamente incompleto, nell'anno 1818 il nuovo tempio fu aperto al culto poiché un terremoto aveva reso inagibile la vecchia chiesa di Sant'Agata, la quale ben presto venne in parte inglobata nella nuova struttura e in parte demolita.
Nell'anno 1845, l'architetto Pietro Valente, impegnato in quel periodo a Messina con l'incarico di dirigere i lavori di costruzione del teatro comunale, fu invitato a Giarre per redigere il progetto del prospetto est della chiesa madre, al quale si iniziò a lavorare nel 1859.
Circa trent'anni più tardi veniva invitato a Giarre per il completamento dei prospetti est e nord, l'architetto milanese Carlo Sada, impegnato in quegli anni a Catania, nella costruzione del teatro Massimo Bellini. Il progetto del Sada non fu attuato nella sua interezza, in quanto le cupole sopra i torrioni e le grandi statue che egli aveva previsto nei suoi disegni non furono mai realizzate; nel 1890 fu completato dall'ingegnere comunale Pasqualino Musumeci.

## Interno
Impianto a croce latina ripartito in tre navate per mezzo di colonne binate. Il prospetto est è costituito da un portico monumentale e due torri campanarie a base quadrata. La cupola, sormontata da lanterna, poggia su di un tamburo finestrato.
Al suo interno sono esposte numerose tele di illustri pittori siciliani del Settecento ed Ottocento, fra le quali spicca una del grande artista acese Pietro Paolo Vasta, raffigurante l'Immacolata e santi.
Si conserva inoltre un pregevole arazzo in velluto rosso con ricami in fili d'oro raffigurante un'aquila con una croce sul petto, uno stemma borbonico, le iniziali C.G. (città di Giarre) e la raffigurazione di sette torri, simbolo questo, che fu già della città di Mascali. Strettamente legato alla chiesa è il cosiddetto Camposanto Vecchio, ipogeo costituito dalle antiche cripte della chiesa di Sant'Agata e Sant'Isidoro. Da molti anni è in corso un'opera di restauro e di messa in sicurezza affinché il sito archeologico possa divenire accessibile al pubblico.

### Navata destra
- Prima campata: fonte battesimale. Una cancellata in ferro delimita l'area ove è collocato il fonte con piedistallo e vasca ottagonali realizzati in marmo bianco. Gli esterni presentano dorature sul bordo della vasca, lungo lo stelo e motivi fitomorfi alla base. Un cupolino ligneo scanalato e sormontato dall'Agnus Dei, riprende le geometrie arricchite da decorazioni con pitture e dorature che completano il manufatto. Alla parete è collocato il dipinto raffigurante il Battesimo di Gesù.
- Seconda campata: Cappella di Sant'Agata detta Cappella di Santa Lucia. Sull'altare il dipinto raffigurante il Martirio e apoteosi di Sant'Agata, opera di Francesco e Giuseppe Vaccaro del 1849. Nei tre registri Sant'Agata, il carnefice e un sacerdote del tempio, nel secondo è presente il governatore Quinziano, in alto l'apoteosi di Sant'Agata tra la Madonna, San Biagio, Sant'Antonio da Padova e cherubini.
- Terza campata: ingresso laterale settentrionale. Accesso da piazza del duomo.
- Quarta campata: Cappella di San Giuseppe. Sull'altare il dipinto raffigurante il Transito di San Giuseppe, opera di Giuseppe Rapisarda del 1839. Nel registro inferiore Gesù accanto al padre morente addita la figura di Dio posta in alto, circondata e sostenuta da un folto gruppo di angeli e putti. Ai lati del letto tre angeli ed una donna in posizione seduta e ammantata, verosimilmente Maria, sposa di Giuseppe e madre di Gesù. La tela è una copia di un dipinto documentato nella chiesa di San Michele Arcangelo ai Minoriti di Catania, quest'ultima opera deturpata in seguito al maldestro intervento di un pittore che intervenne a "rivestire" il busto denudato di San Giuseppe con una camicia. Addossato all'ultima coppia di colonne è collocato il pulpito risalente alla prima metà del XIX secolo e rimodulato nel 1864 da Carlo Calì, marmista di Catania. Il manufatto in marmo policromo e stucco dipinto con base poligonale presenta cornici di marmo bianco nella parte inferiore e una fascia con palmette in quella superiore. Nei lati del corpo soprastante sono inseriti specchi limitati da cornici in stucco bianco e dorato.
- Quinta campata: Cappella della Madonna di Pompei. Sull'altare il dipinto raffigurante la Vergine del Rosario fra Santi, opera di Giuseppe Rapisarda del 1831. Nel registro inferiore la Madonna con il bambino in maestà su una nube, sormontata da quindici piccoli tondi che raffigurano i misteri del rosario retti da sei angioletti. Ai lati della Vergine, due angeli sorreggono su dischi un rosario e una corona di rose, ai lati e in basso sono presenti le figure di quattro Santi.

### Navata sinistra
- Prima campata: Cappella della Madonna della Mercede. Sull'altare il dipinto raffigurante il canonico Tobiolo, opera di ignoto, attribuibile per stile ed elementi a Pietro Paolo Vasta e databile al XVIII secolo. Tobiolo è raffigurato al centro ed è affiancato a destra dall'arcangelo Arcangelo Raffaele, a sinistra dal padre Tobia nell'atto del miracolo, alle spalle una donna chinata, verosimilmente Sara. Lo sfondo è costituito da uno scorcio d'architettura e un drappo. In primo piano a destra un cane accovacciato e a sinistra l'orlo di una giara con un manto.
- Seconda campata: Cappella di San Sebastiano. Sull'altare il dipinto raffigurante il Martirio di San Sebastiano, opera di ignoto, attribuibile per stile ed elementi a Pietro Paolo Vasta e databile alla fine del XVIII secolo. La figura di San Sebastiano è posta in primo piano a destra della scena, un sacerdote raccorda e collega il gruppo dei carnefici sovrastati da Diocleziano, in posizione arretrata. Lo sfondo con paesaggio e scorcio di architettura è caratterizzato da uno squarcio di luce fra le nubi.
- Terza campata: ingresso laterale meridionale.
- Quarta campata: Ingresso Sacrestia. Sul varco è collocato il dipinto raffigurante l'Immacolata e Santi, opera attribuita a Pietro Paolo Vasta databile alla seconda metà del XVIII secolo. Costituisce il dipinto più antico della chiesa in quanto proviene dal preesistente edificio della chiesa di Sant'Agata e Sant'Isidoro. La Vergine Immacolata è posta in alto al centro circondata da cherubini, in basso sono identificabili le figure di Sant'Apollonia, Sant'Agata, Sant'Isidoro, San Francesco di Paola, Sant'Antonio di Padova.
- Quinta campata: Cappella della Madonna del Carmine. Sull'altare il dipinto raffigurante la Madonna del Carmelo e Santi, opera di Giuseppe Zacco del 1824. La Madonna con il bambino siede su una nube attorniata da angeli, con la sinistra dona il manto ad un santo posto ai suoi piedi, altre tre figure di santi completano la scena. Al centro in basso, un angelo accanto ad un cane, regge uno stelo di giglio.

### Transetto
- Parete destra: Cappella di Sant'Isidoro. La cappella e l'altare sono dedicati al patrono Sant'Isidoro Agricola, sorge dirimpetto alla Cappella di San Sebastiano con la quale condivide molti elementi simmetrici e speculari, opera di Giovan Battista, eretta nel 1845 e modificata intorno al 1920 dallo scultore Antonio De Francesco. L'altare è in marmo policromo diviso in due parti: la mensa sorretta da un elemento convesso e decorato da listelli scanalati, nel gradino sono presenti tre semplici pannelli. L'edicola è delimitata da colonne binate sormontate da capitelli corinzi che sorreggono un architrave con due putti ai lati. Un piccolo timpano curvilineo e una croce sormontano il pannello recante l'iscrizione "D.O.M. DIVO ISIDORO AGRICOLAE COMUNIS JARRARUM PATRONO". Le ante della nicchia celano la nicchia, visibile solo nel mese di maggio, dove è custodita la statua lignea di Sant'Isidoro, decorata con offerte raccolte, dall'orefice Francesco Sapienza, tappezzata di velluto rosso, le colonnine in legno, i capitelli e le cornici dorate. L'effige, da ritenersi coeva alla costruzione dell'antica chiesa, ha subito due restauri: Il primo effettuato nei primi anni del '900, tranne che nel viso e nelle mani, dal pittore giarrese Orazio Consoli, il secondo per opera del Rametta. Ai lati dell'emiciclo sono disposte le nicchie con le statue Santa Teresa del Bambin Gesù a sinistra e di Santa Rita da Cascia a destra.
- Parete sinistra: Cappella di San Sebastiano. Speculare e simmetrica, diametralmente opposta alla Cappella di Sant'Isidoro. La mensa è sorretta da un elemento convesso e decorata da due listelli scanalati, il gradino presenta tre specchi con semplici cornici mentre l'edicola è affiancata da colonne binate scure sormontate da un architrave che sorregge un pannello con due putti ai lati di una croce raggiata. Sul timpano è presente l'iscrizione "D.O.M. DIVO SEBASTIANO MARTIRI". All'interno della nicchia con ante è custodita la statua lignea di San Sebastiano acquistata a Napoli è restaurata dal pittore giarrese Orazio Consoli. Ai lati dell'emiciclo le due nicchie laterali con le statue dell'Immacolata Concezione a sinistra e del Sacro Cuore a destra.

### Absidi
- Absidiola destra: Cappella del Santissimo Crocifisso. L'ambiente è preceduto da due gradini e da una balaustra in marmo. In fondo l'altare in marmo policromo con tabernacolo sormontato da un Crocifisso del XIX secolo. Davanti alla mensa campeggia il dipinto raffigurante il Miracolo di Sant'Isidoro di Giuseppe Gandolfo del 1841. Il santo è raffigurato sullo sfondo di una roccia mentre fa scaturire con un bastone uno zampillo d'acqua e col braccio sinistro indica il cielo. Veste una corta tunica e calzari, di fronte a lui Giovanni De Vergas. Nel registro centrale due giovani assistono alla scena, sullo sfondo un angelo ara i campi. La volta è decorata con stucchi a colori. Ai lati le nicchie con le statue dell'Addolorata a sinistra e del Cristo alla colonna a destra. Nell'ambiente è collocata la tomba del vicario foraneo sacerdote Domenico Spina, dell'Ordine dei Filippini, fondatore del tempio.
- Absidiola sinistra: Cappella del Santissimo Sacramento. L'ambiente è preceduto da due gradini e da una balaustra in marmo. L'abside è decorato da paraste con capitelli corinzi sullo sfondo, la volta è arricchita con stucchi a colori. Al centro è collocata la mensa, dietro spicca la tribuna che sormonta il tabernacolo in legno scolpito, d'autore ignoto del XIX secolo. Sulla piccola base si elevano sei alte colonne con il fusto decorato con motivi geometrici, queste reggono archi trilobati su cui svettano pinnacoli, la copertura a cuspide è sormontata da motivo dorato fitoforme. In basso all'altare due statue di angeli in preghiera.
- Abside: Altare maggiore. Lo scalone non si presenta più nelle sue originarie forme a seguito dei lavori che furono eseguiti per eliminare la balaustra in marmo preesistente, ai lati sono visibili gli stalli del clero, anch'essi sostituenti quelli originari di cui non si ha più traccia. In fondo è collocato l'altare in marmo policromo con tabernacolo opera di Marino Carmelo del 1883, alle cui spalle sorge il maestoso organo Serassi. La volta è finemente decorata con stucchi e dorature.
  - La mensa è sorretta da due coppie di colonnine lignee, nel gradino quattro semplici pannelli di marmo bicromo con cornici, al centro, la sezione convessa è sorretta dalle sei colonne del tabernacolo. Nel periodo pasquale l'altare è sormontato da una grande tribuna in legno dorato per l'esposizione del Santissimo Sacramento in forma solenne, la cui base è decorata con fregio a volute dorate su fondo bianco. Su questa si elevano quattro colonnine ai lati, al centro in alto, una coppia di angeli regge un drappo, sopra vi è una cupola bianca a fregi dorati con angeli ai lati. L'opera è dello scultore acese Mariano Vecchio, con dorature del catanese Giovanni Villani.

## Organo Serassi
Dietro l'altare maggiore è posto l'organo a canne, realizzato dei fratelli Serassi, ditta organaria di Bergamo,  nel 1865. La comunità donò una grossa cifra, circa 1000 onze, per la costruzione del prestigioso strumento, che costituisce una delle opere tarde dei fratelli Serassi, la nº 683. È posto in abside, collocato su una cantoria lignea riccamente decorata, e consta di due tastiere cromatiche di 61 note (Do1-Do6) e pedaliera a leggìo di 19 note (reali do1-si1, ritornelli do2-mib2, il mi2 il fa2 ed il sol2 azionano rispettivamente la terza mano, l'unione tastiere ed il timballone). I registri sono 55 in totale e sono azionati da manette ad incastro e pomelli a tiro. L'organo è dotato di campanelli e di banda turca composta da grancassa, piatto, una fila di 12 sistri, cappello cinese e rollante a 4 canne. In totale il numero delle canne si attesta alle 2100-2200 unità circa.
L'organo vide un importante intervento di restauro da parte della ditta Michele Polizzi di Modica nel 1952. Un secondo intervento di restauro fu svolto nel 1997 dalla ditta Oliveri di Aci Catena. Ad oggi lo strumento è in ottimo stato di conservazione e perfettamente funzionante.

## Arcipreti
- Salvatore Fiamingo, † dicembre 1868.

## Galleria d'immagini

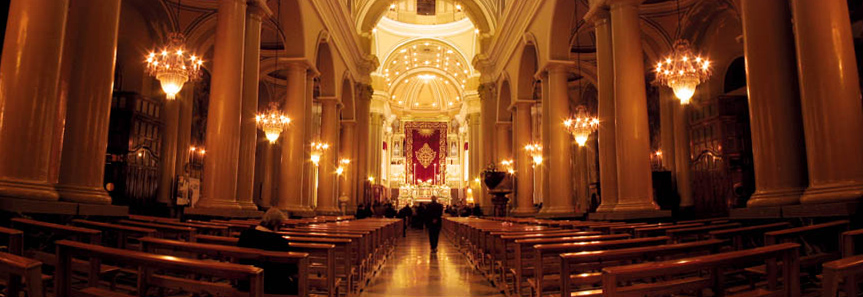
Interno del duomo
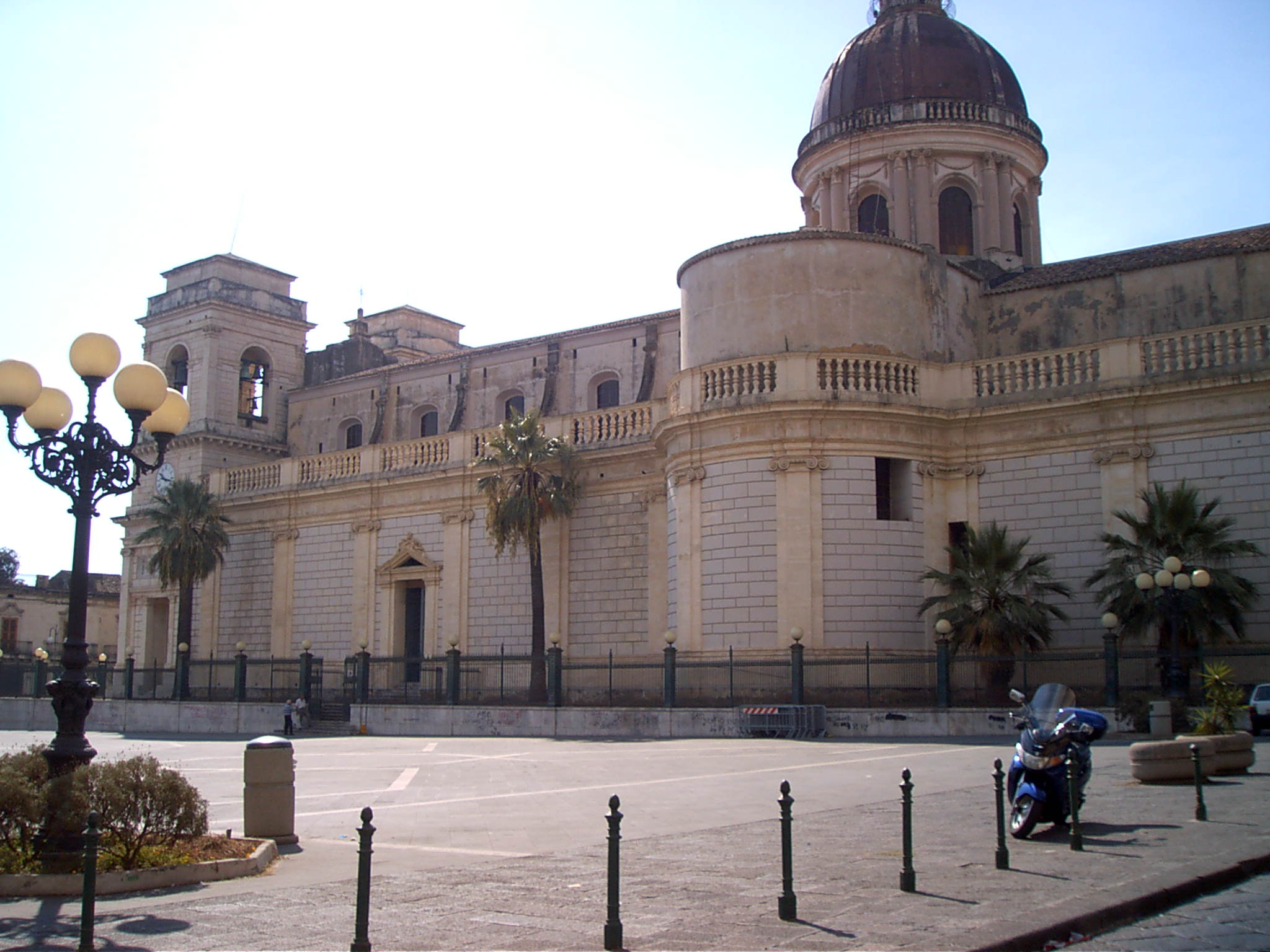
Scorcio di piazza Duomo
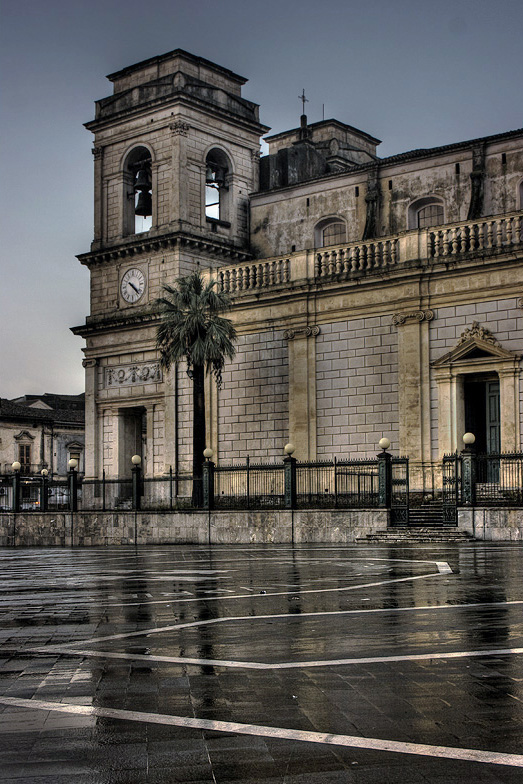
Piazza e torrione nord del duomo (immagine HDR)
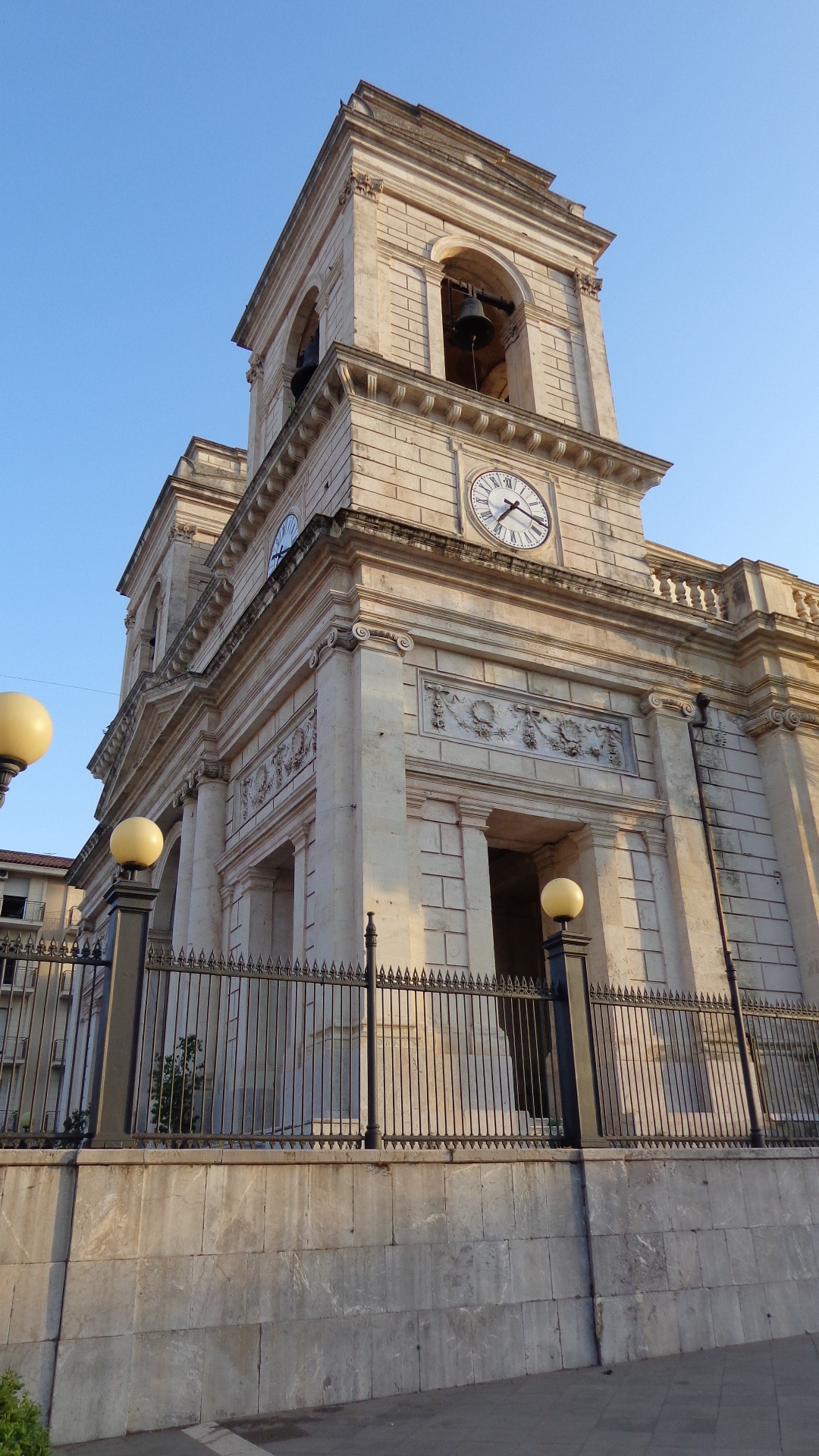
Torri campanarie e pronao
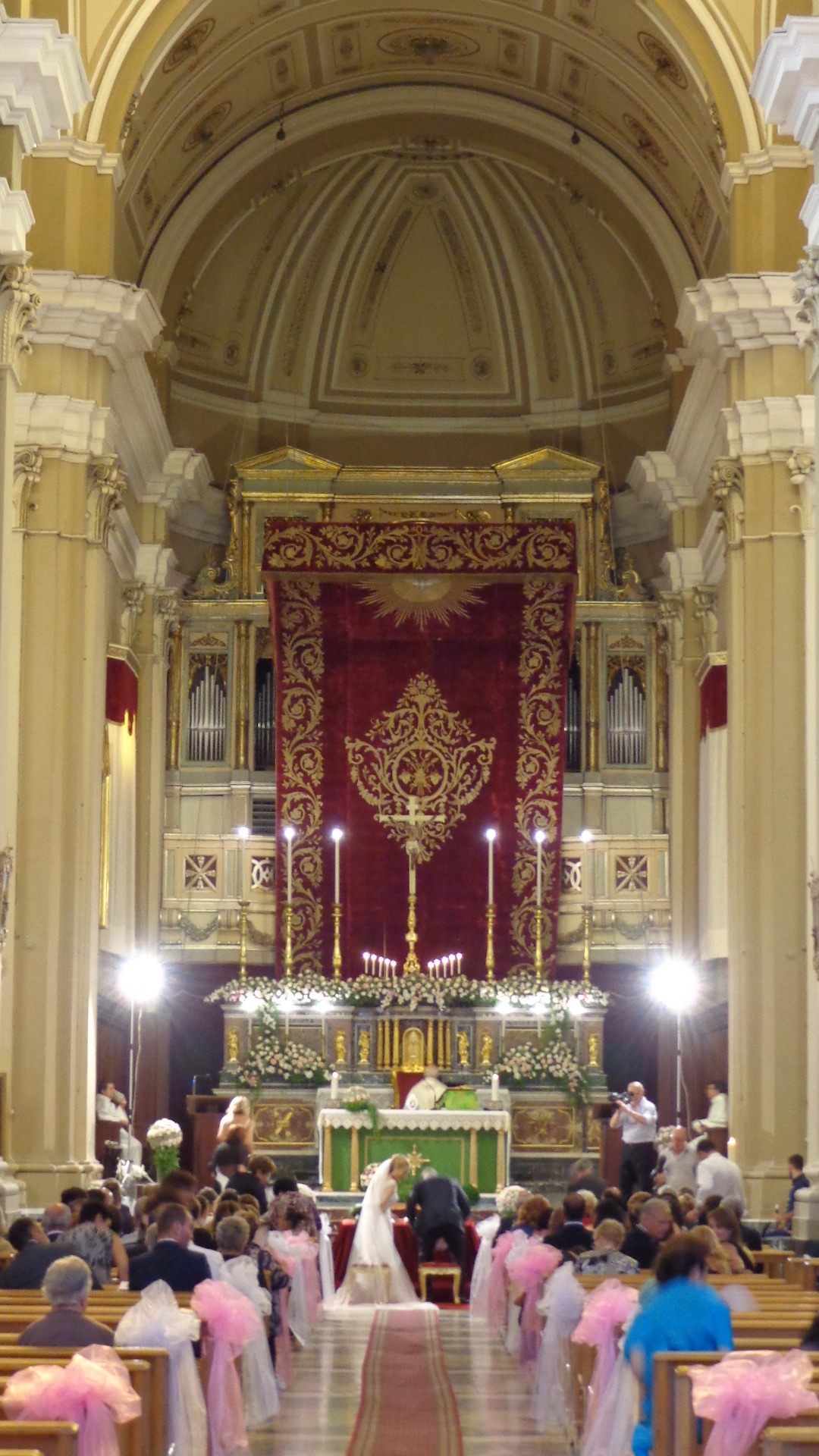
Altare maggiore
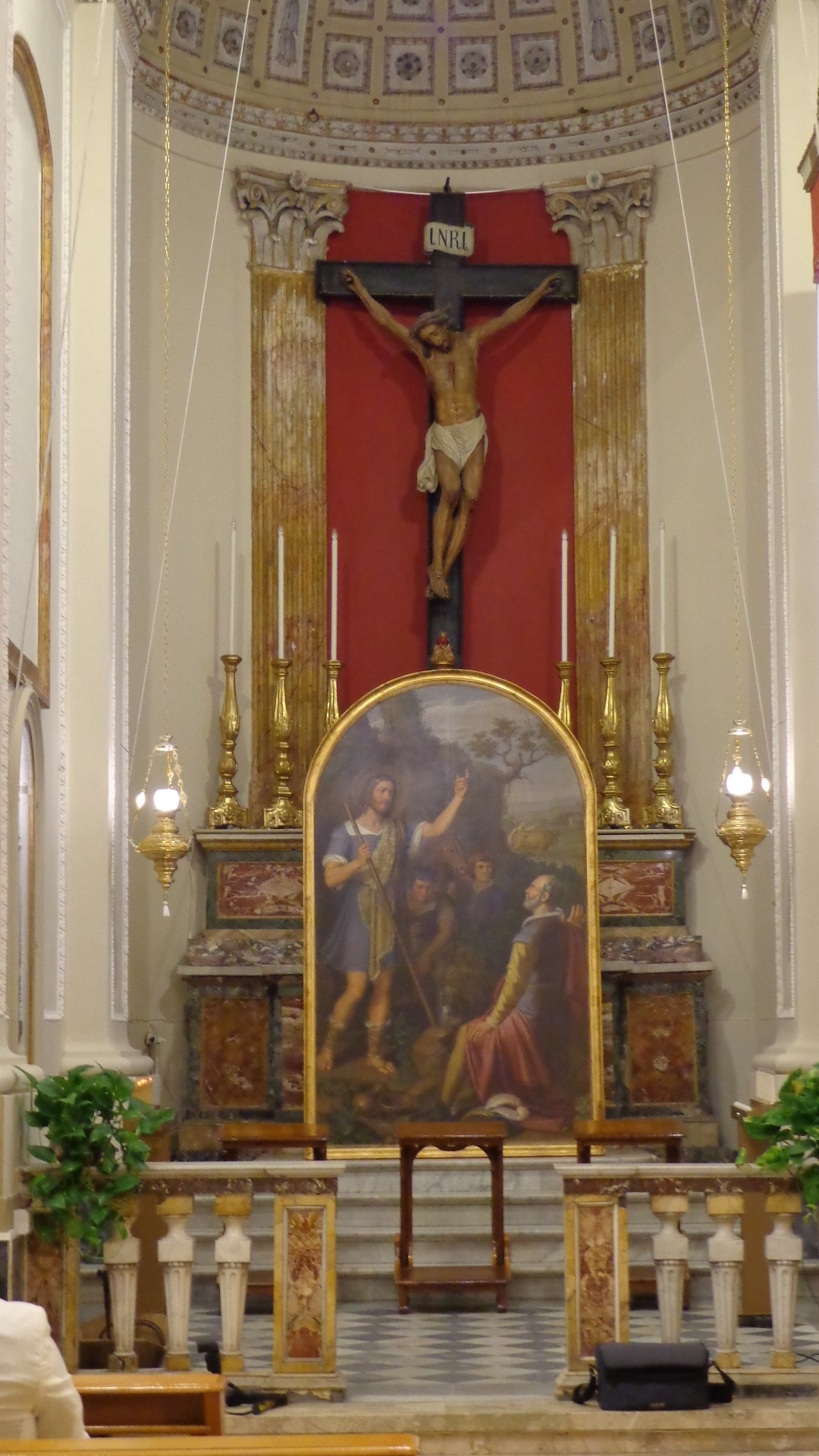
Cappella del Santissimo Crocifisso
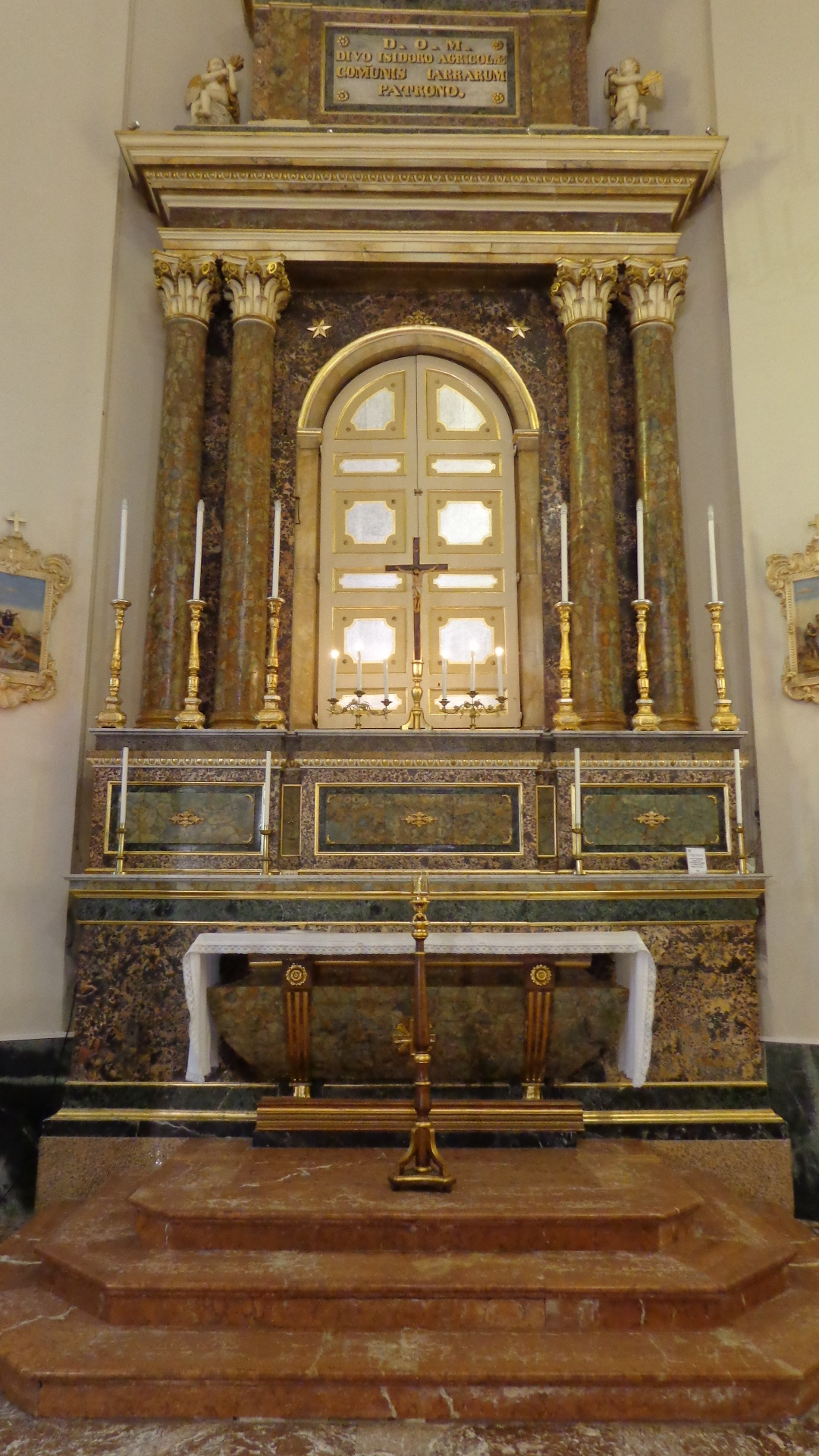
Transetto destro, Cappella di Sant'Isidoro
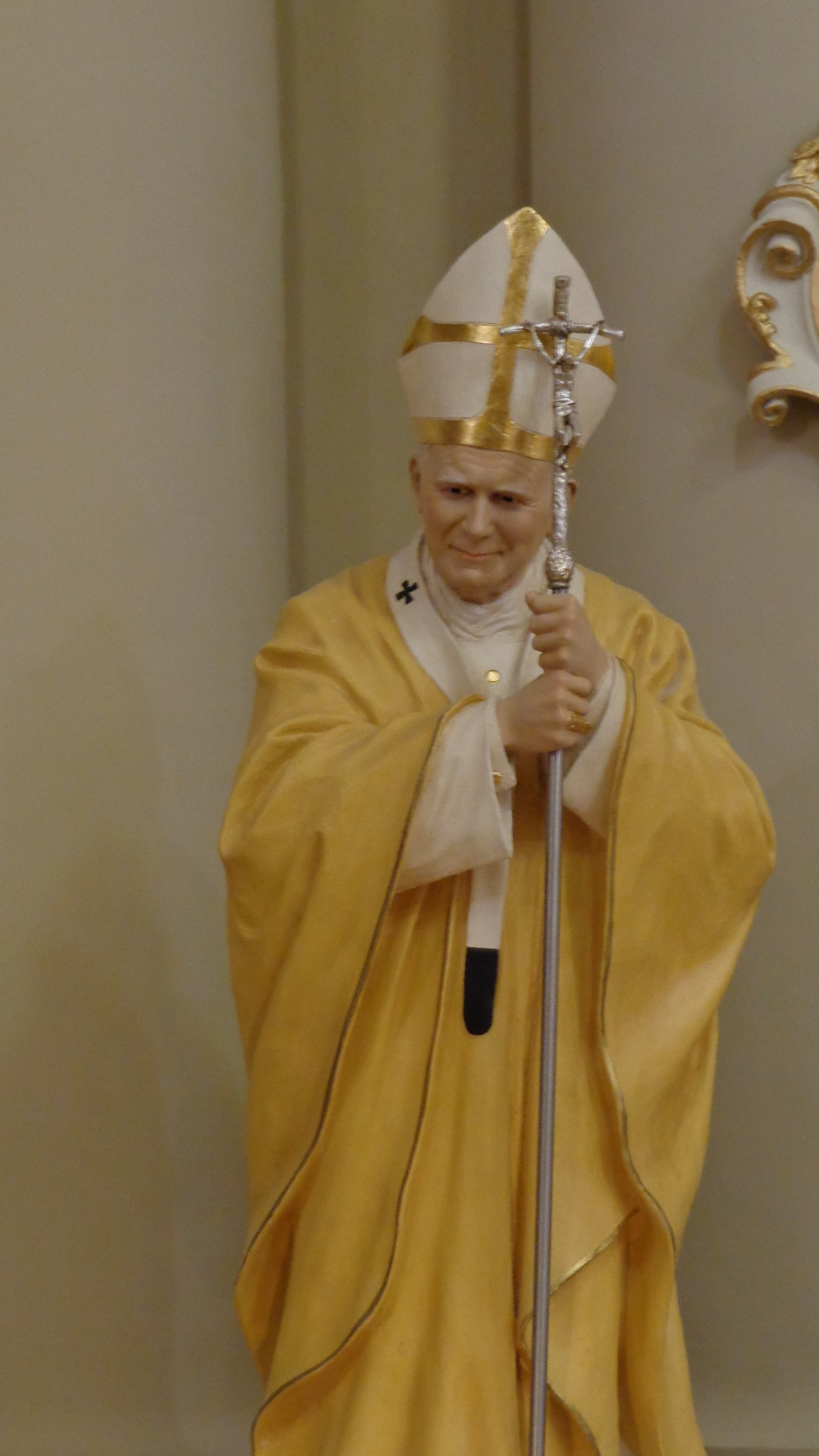
Statua di San Giovanni Paolo II
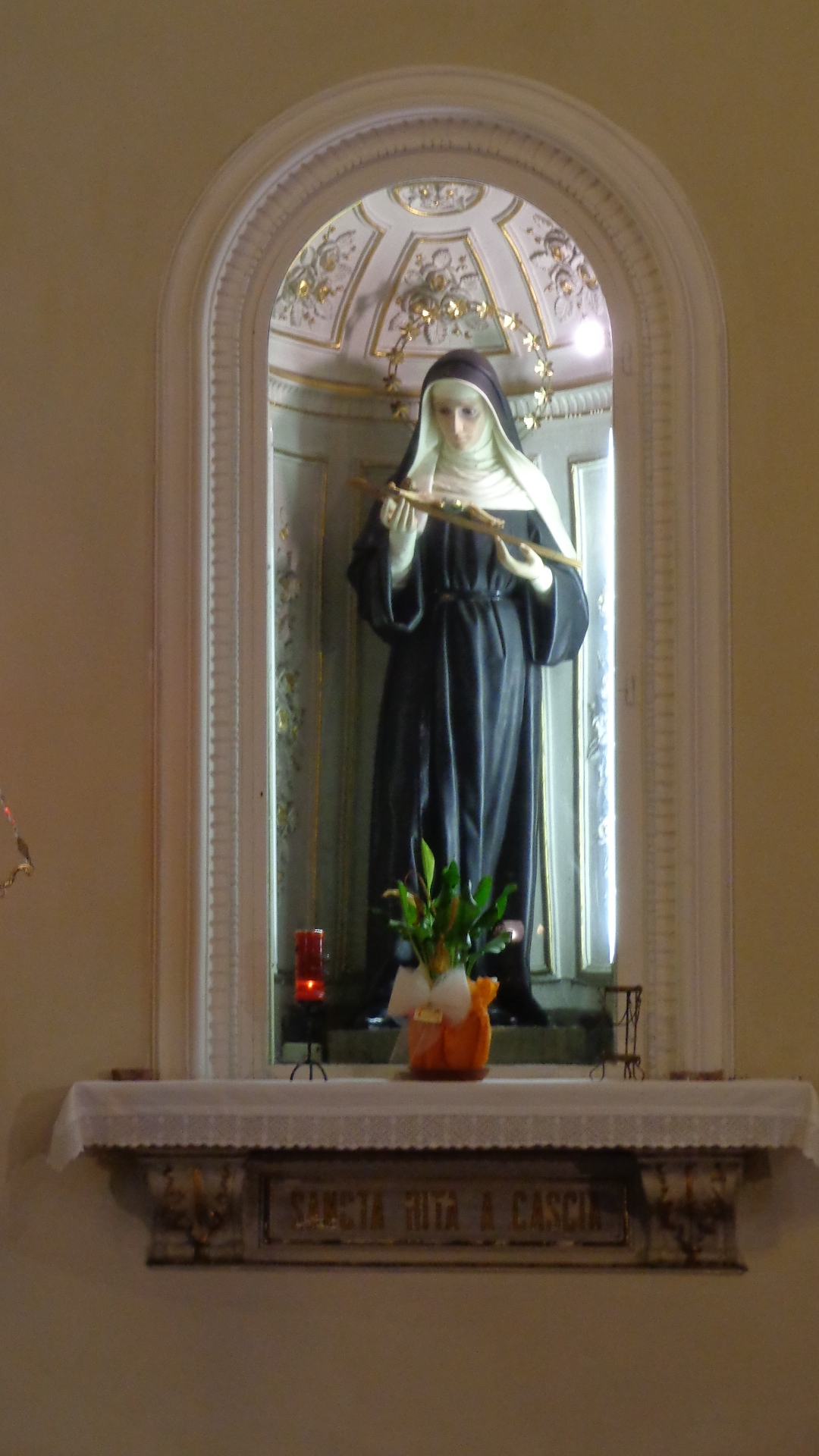
Statua di Santa Rita da Cascia
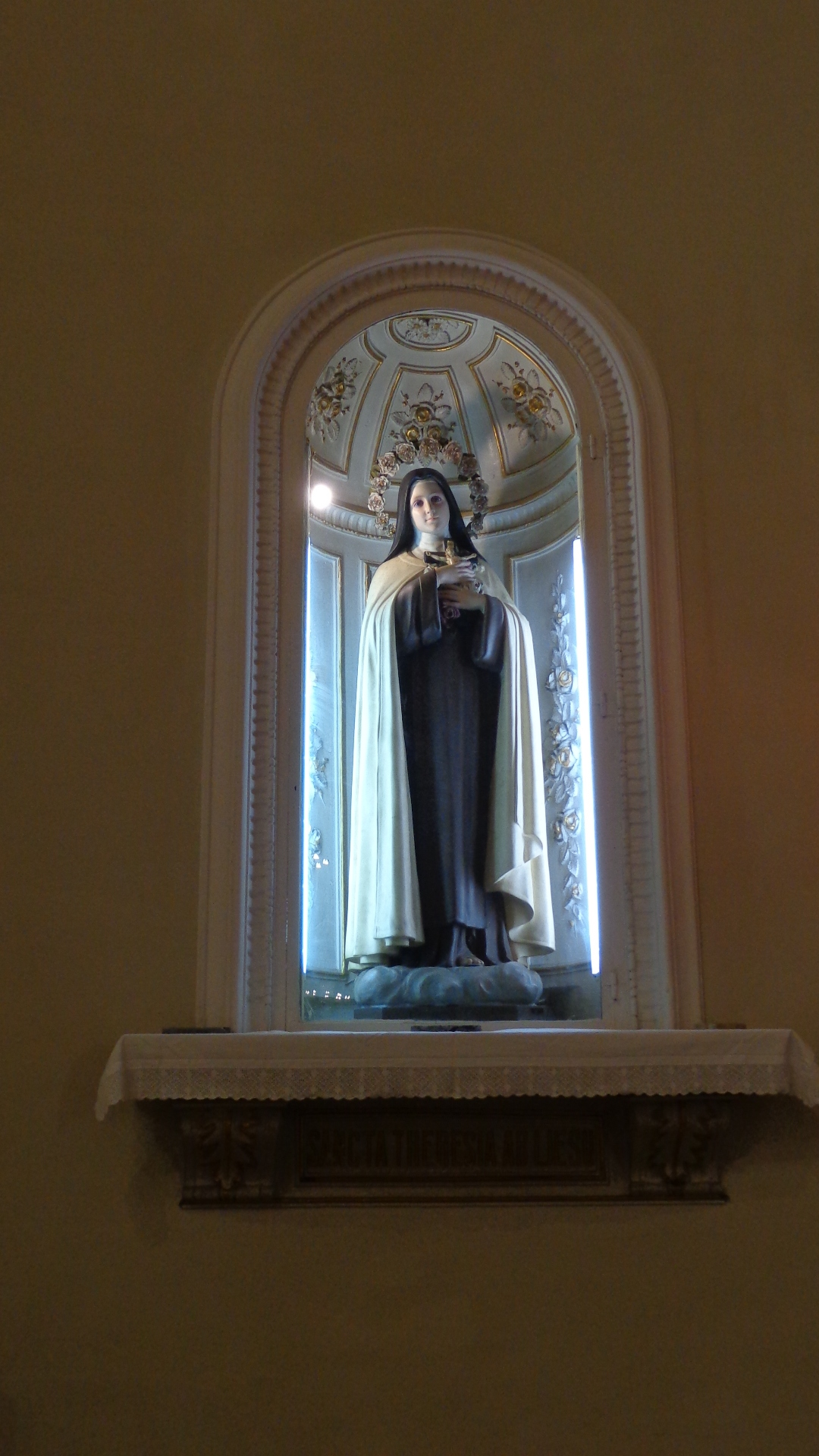
Statua di Santa Teresa del Bambino Gesù
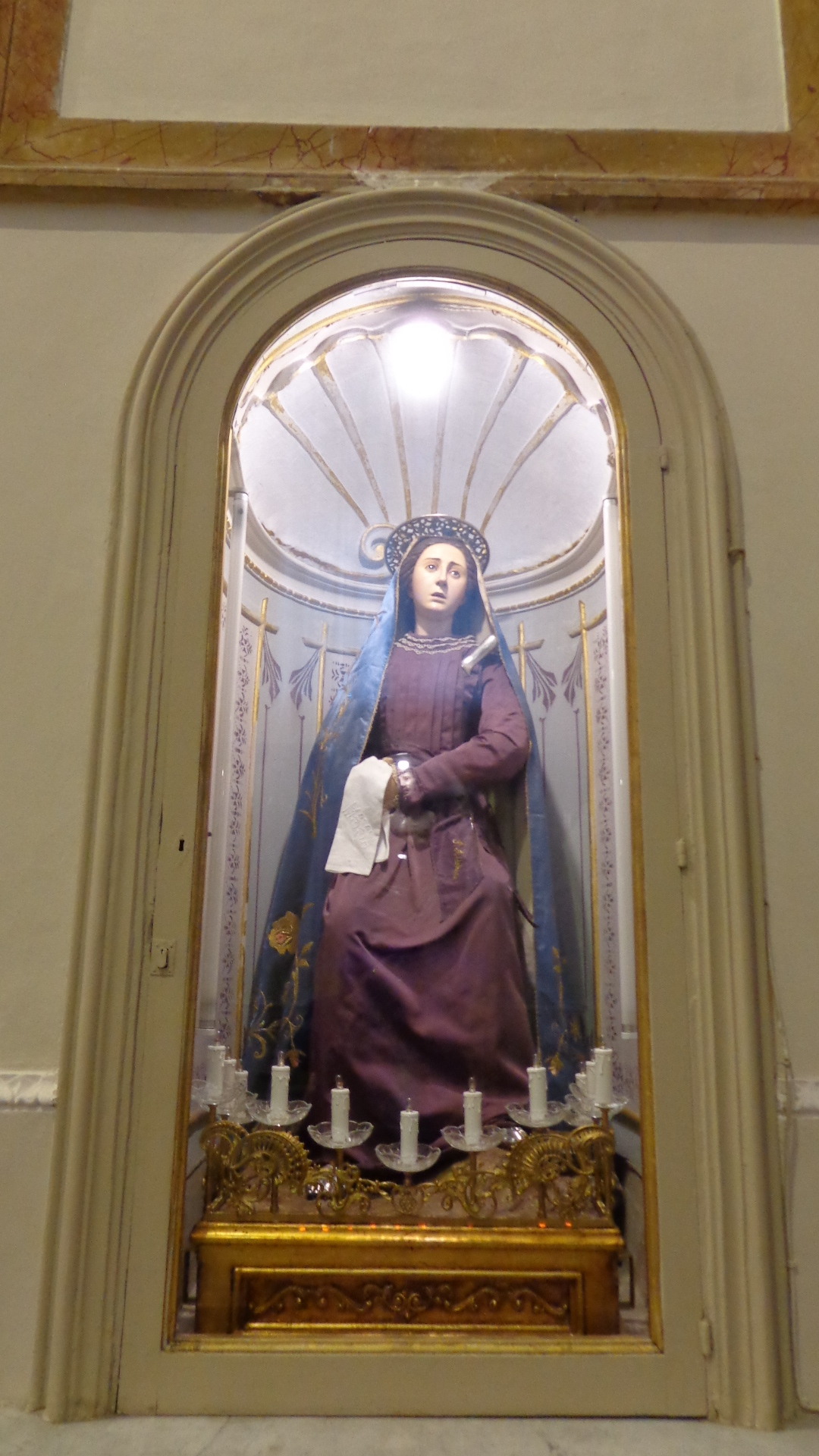
Statua di Maria Addolorata
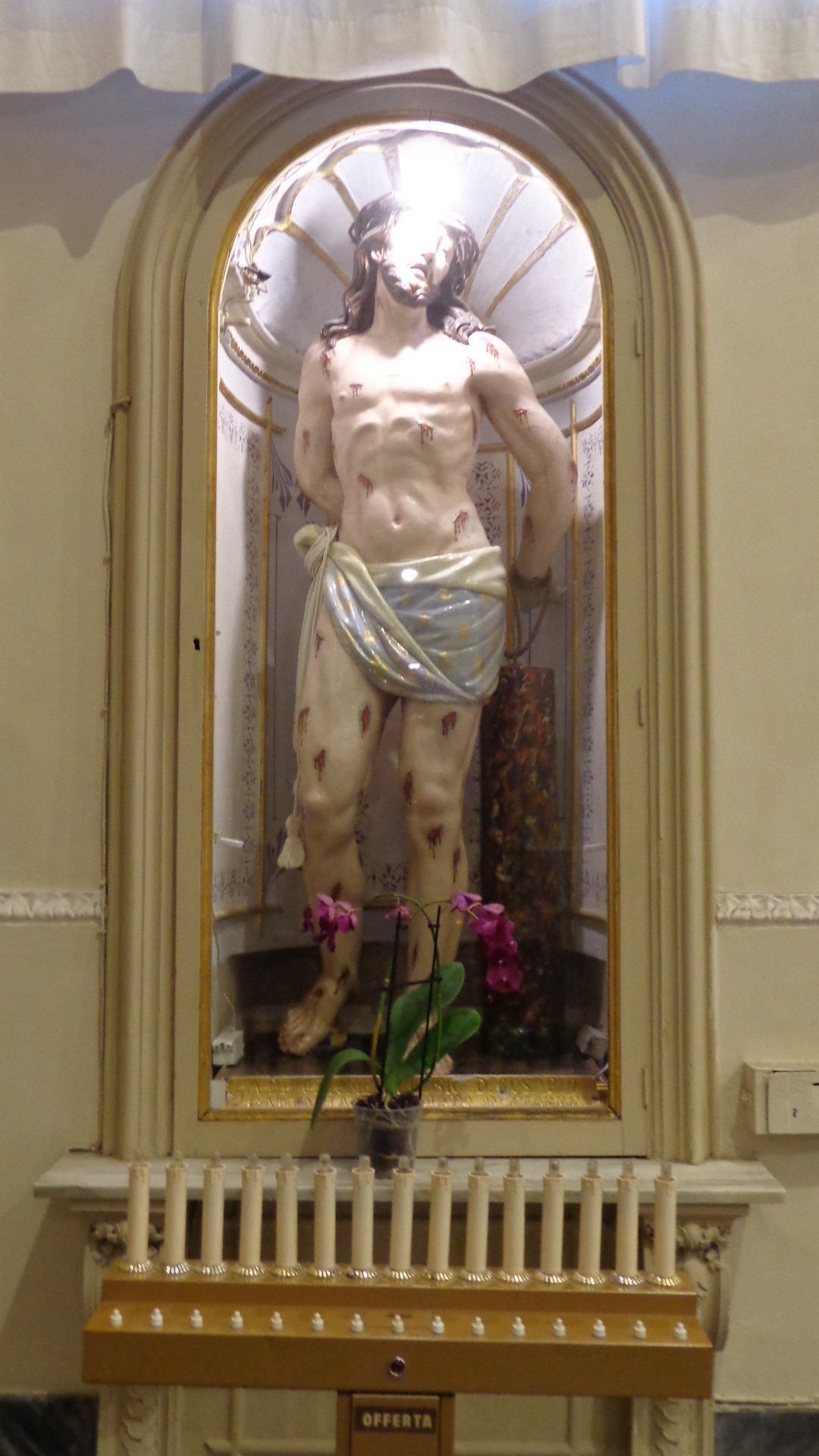
Statua di Cristo alla Colonna
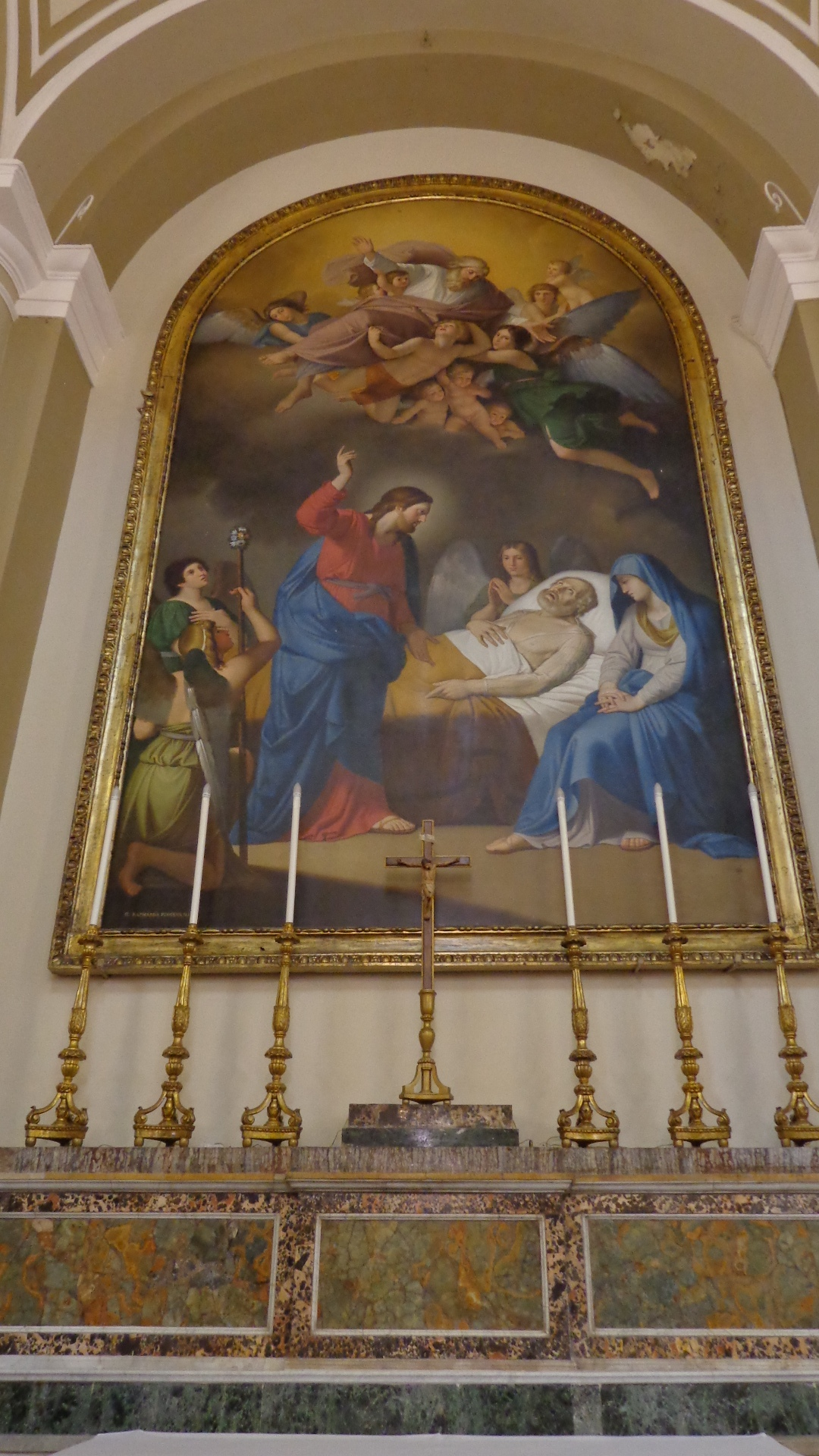
Transito di San Giuseppe
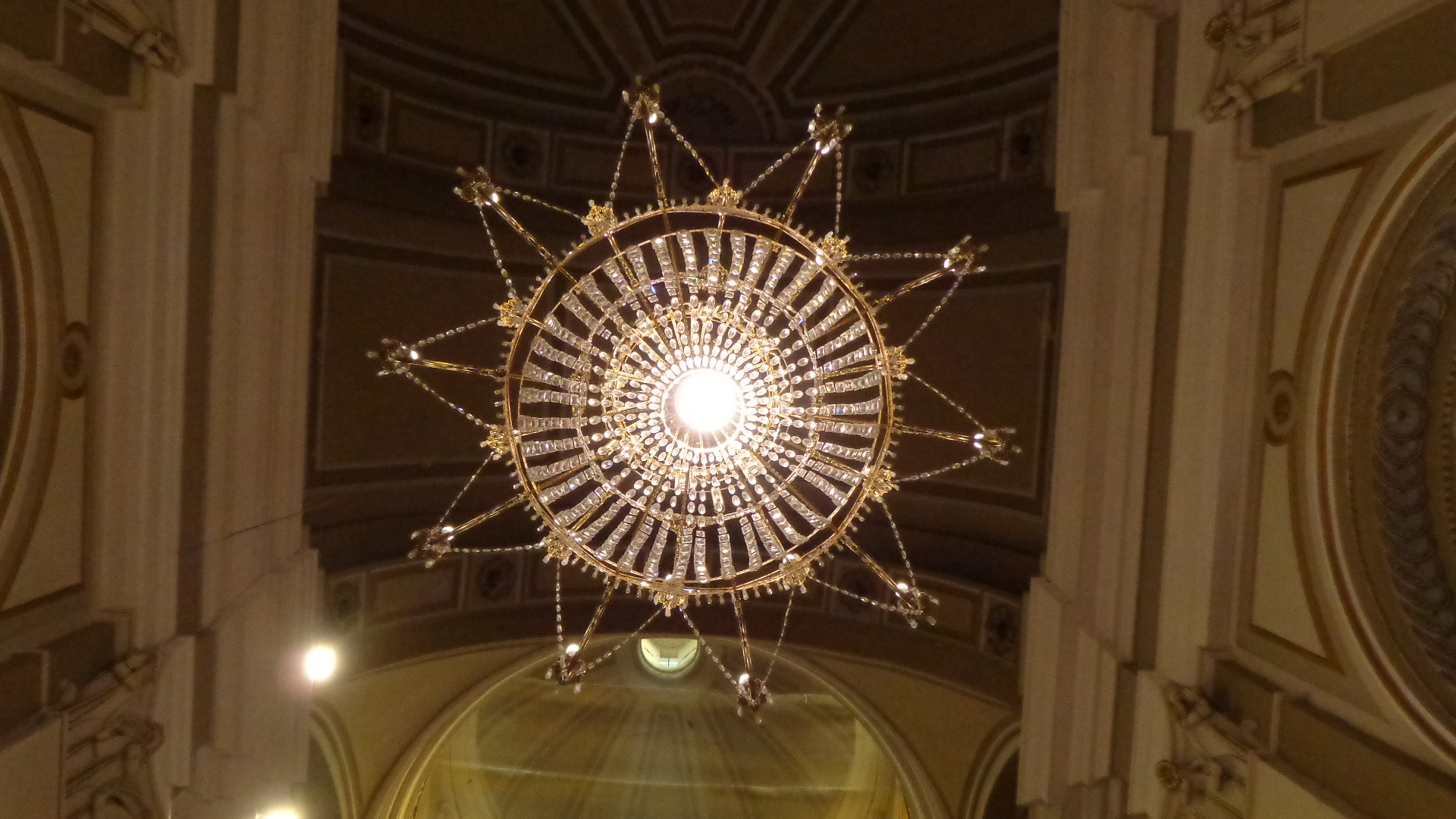
Lampadario
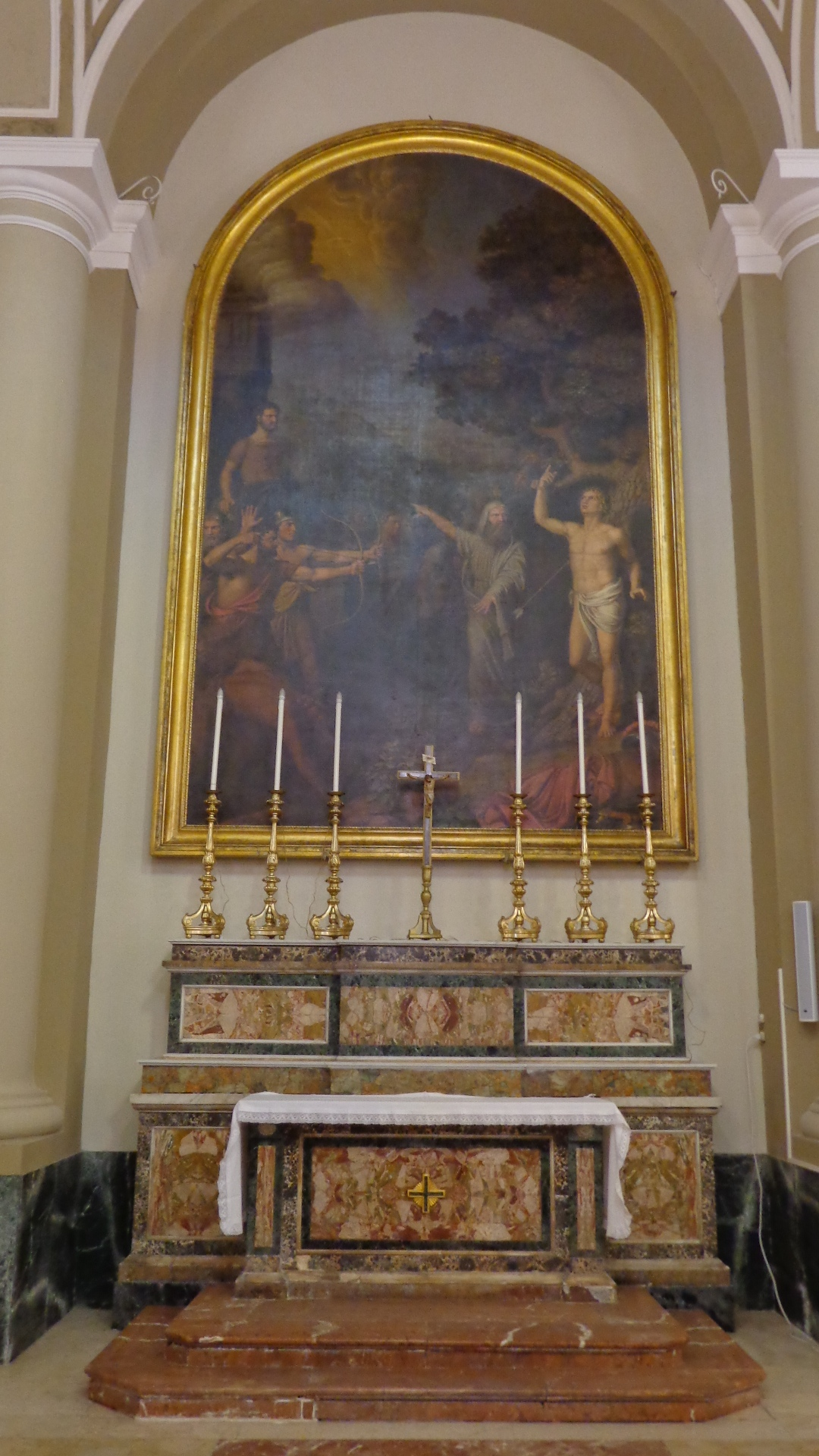
Martirio di San Sebastiano
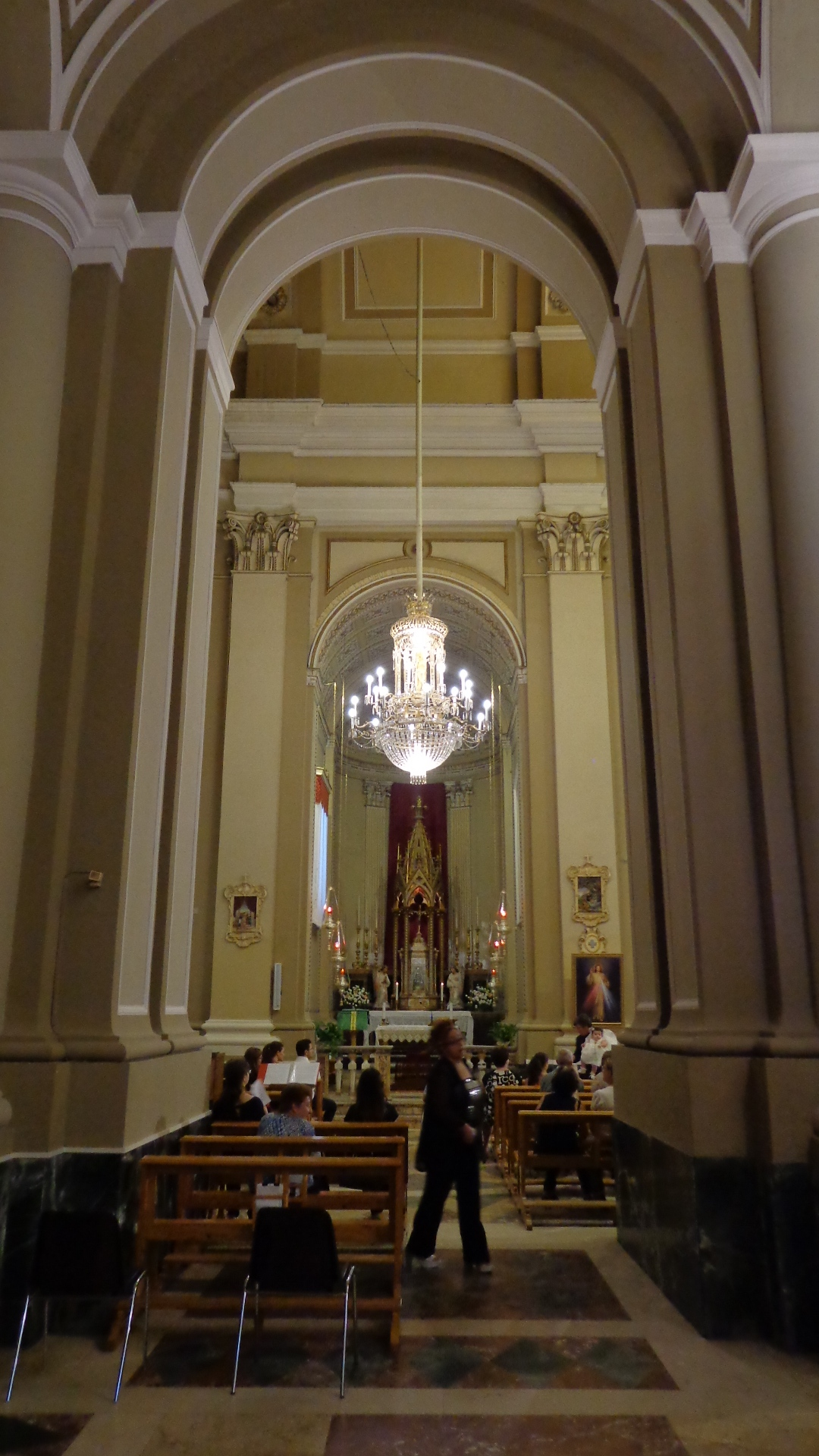
Cappella del Santissimo Sacramento
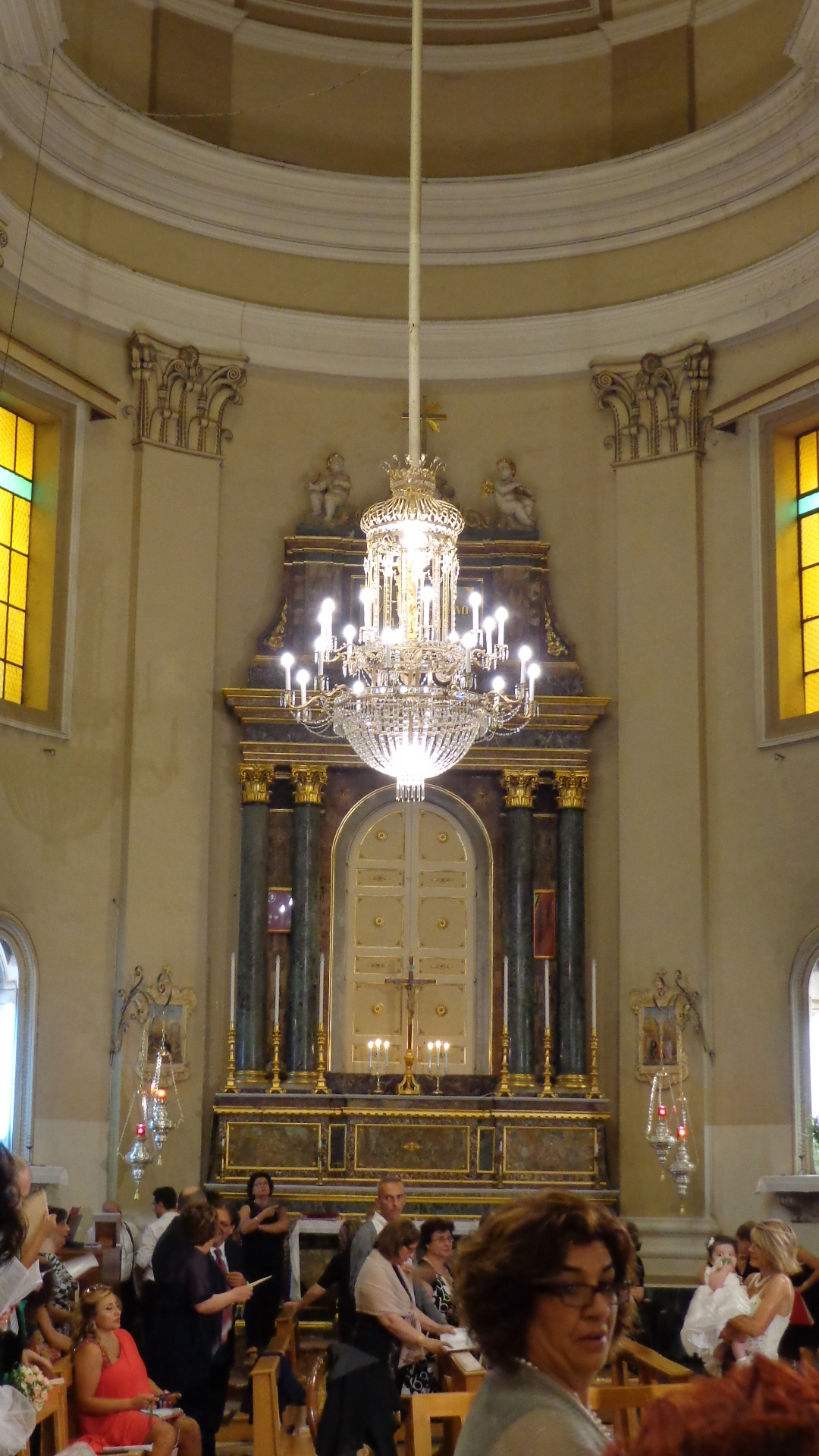
Transetto sinistro, Cappella di San Sebastiano
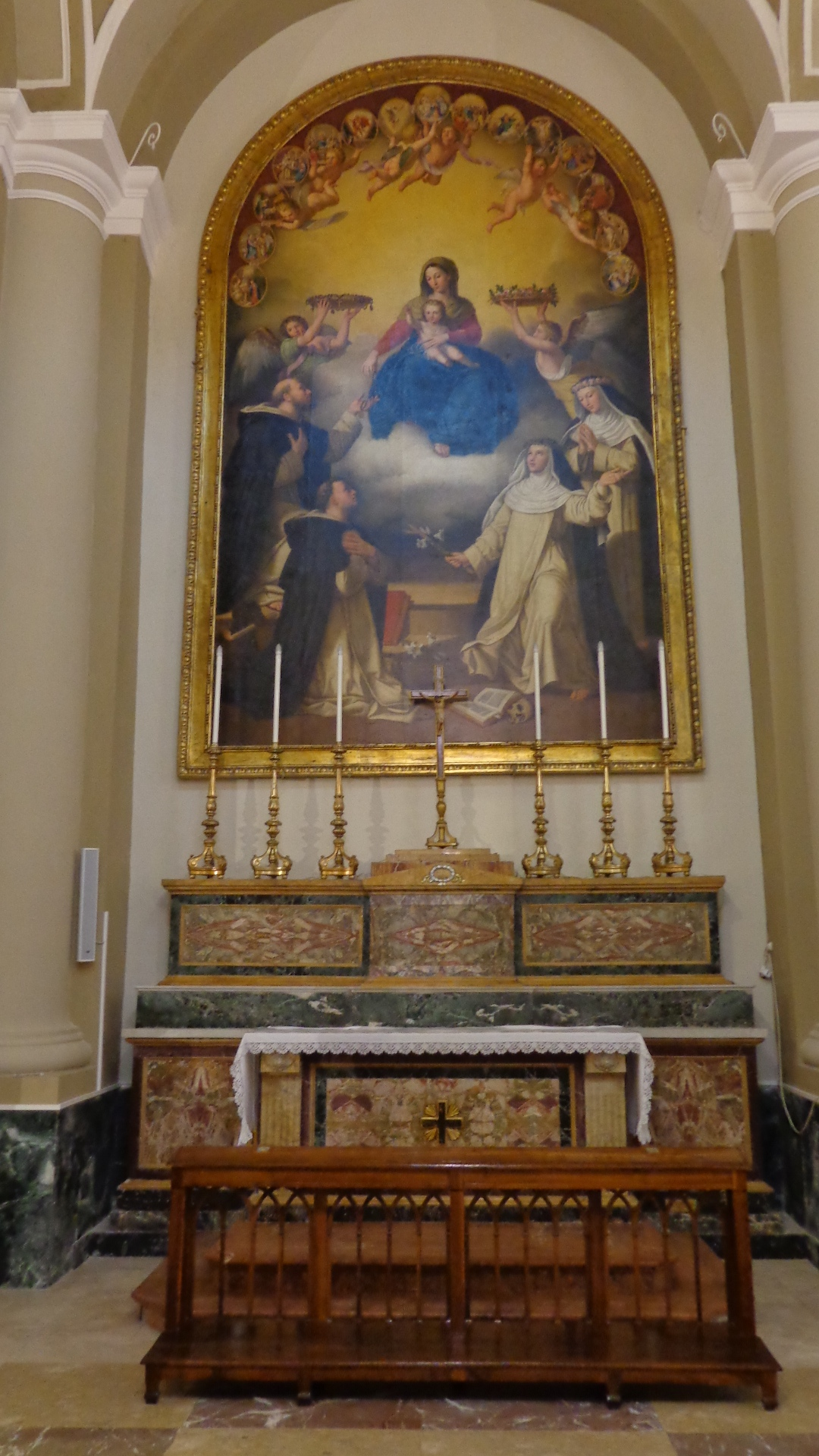
Madonna di Pompei
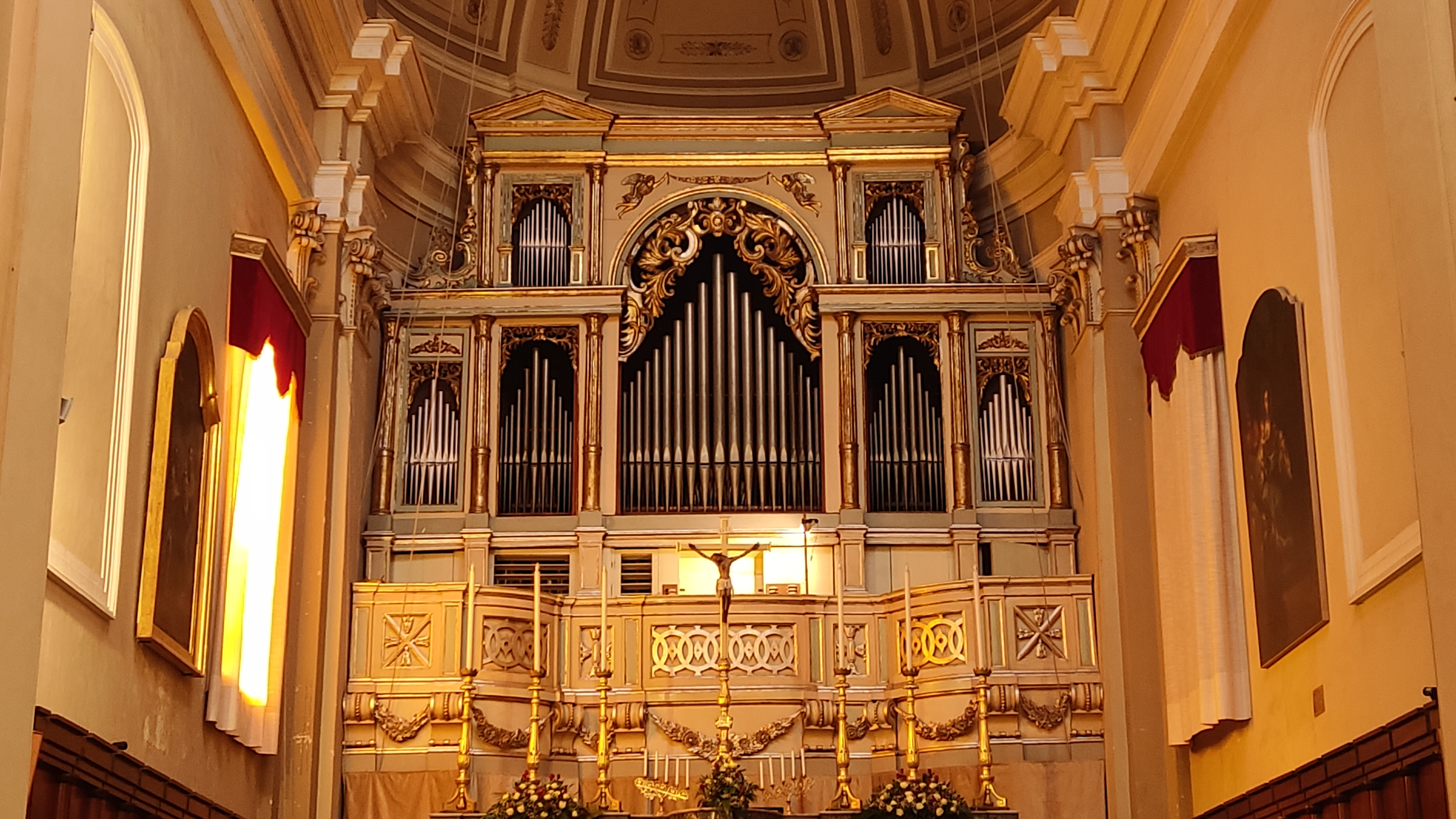
Organo Serassi, 1865.